# Bakonynána
Bakonynána (vyslovováno [bakoňnána], německy Nannau) je velká vesnice v Maďarsku v župě Veszprém, spadající pod okres Zirc. Nachází se u Bakoňského lesa, asi 10 km severovýchodně od Zirce. V roce 2015 zde žilo 1 009 obyvatel. Dle údajů z roku 2011 tvoří 83,3 % obyvatelstva Maďaři a 27,2 % Němci.
Sousedními vesnicemi jsou Dudar, Olaszfalu a Tés.